# Руэда (танец)
Руэ́да (исп. rueda — колесо, круг) — кубинская разновидность танца сальса, исполняемая несколькими парами одновременно.
Танец получил своё название по начальной фигуре танца, когда участники выстраиваются в круг. Танец представляет собой слаженно выполняемые определённые фигуры, когда партнёры сменяют друг друга по кругу. В руэде, помимо типичных движений парной сальсы, используются ещё и специфические движения, характерные только для руэды.
Распространено мнение, что танцоры должны выполнять движения синхронно. Это возможно только для нечётного количества пар, для чётного количества пар допустима так называемая «асинхронная» руэда. Это означает, что пары с нечётными номерами начинают движения как в обычной руэде, а пары с чётными — с отставанием на такт. В результате получаются две руэды, танцующие с запозданием в такт друг относительно друга, под команды одного кантора. Смена партнёров происходит внутри каждой из них на свой такт.

## Стили Руэда де Касино
Существуют два стиля танца руэда де касино:
- Rueda de Cuba — оригинальный вариант танца, который пришел с Кубы. Он основан на движениях танцев сон и сальса касино.
- Rueda de Miami — немного упрощённый вариант танца, который был создан в США танцорами, специализирующихся на линейных вариациях сальсы. Танец основан на технике и хореографии линейных стилей сальсы.

Особые команды:
- Otra или Otra vez, или Uno más (рус. ещё раз) — повтор предыдущего движения;
- Mentira или Broma (рус. шутка) — выполнение текущей фигуры прерывается и партнер возвращается к той партнерше, с которой начал с той же позиции;
- Abajo (рус. вниз) — сальса танцуется по кругу с движением назад. Пары в закрытых позициях;
- Al medio или p’al medio, или Por el centro (рус. В центр) — сигнал к началу Руэды. Используется для синхронизации участников. Пары двигаются в закрытой позиции внутрь круга и из него. Одновременно с движением внутрь опускают руки в центр, при движении из круга — поднимают руки. Движение продолжается до тех пор, пока не прозвучит следующая команда;
- Arriba (рус. наверх) — сальса танцуется по кругу с движением вперёд, направляясь к кантеру. Пары в закрытых позициях;
- Bulla или Una bulla (рус. шум, гам) — Во время исполнения, выкрикивается «hey!» на счет 5;
- Capelia (рус. хор)— три раза повторяется поворот партнёрши в центр круга, после третьего поворота хватается следующая партнерша за хвост, оставаясь при этом у начальной партнёрши;
- Dile que no (рус. скажи ей нет) — переход из закрытой позиции в открытую;
- Dile que si (рус. скажи ей да) — переход из открытой позиции в закрытую;
- Dame или dame una (рус. дай мне) — dile que no, но с переходом к следующей партнёрше;
  - Dame dos (рус. дай мне две) — dame с переходом ко второй партнёрше через одну;
  - Dame tres (рус. дай мне три) — dame с переходом к третьей партнёрше через две;
  - Dame con una — dame с одним хлопком на счёт 7;
  - Dame con dos — dame с двумя хлопками на счёт 7,8;
  - Dame con tres — dame с тремя хлопками на счёт 7,8,1;
  - Dame con uno-dos-tres — подряд 3 команды: dame con uno, потом dame con dos и dame con tres;
  - Dame por la cabeza — dame с ведением партнёрши за голову (рука на затылке партнёрши);
  - Dame por el culo — dame с ведением партнёрши за хвост;
    - Esa no me gusta — продолжается Dame por el culo, пока кантор не крикнет Esa me gusta (рус. мне нравится)

  - Dame por el estómago — dame с ведением партнёрши за живот, при этом не партнёр впивается рукой в живот девушки, а партнёрша сама приклеивается животом к руке партнёра;
  - Dame por la nariz — dame с ведением партнёрши за нос;
  - Dame por la oreja — dame с ведением партнёрши за ухо;
  - Dame por la pierna — dame с ведением партнёрши за ногу в районе колена;
- Enchufa или Enchúfala (рус. подключи её)
  - Enchufla doble
- Espaguetis — на счет 1,2,3 — Enchufla, затем партнер берет правую руку партнёрши и изображает, как будто всасывает длинную макаронину по всей длине руки партнёрши, и быстро сматывается к следующей партнерше;
- Foto [Una Foto] (фото)
  - Prepare y foto — делается Enchufla, по ходу прихораживая партнершу, со следующей то же самое, но требуется останавиться и сделать «снимок» с громким криком «Чик!»;
  - Фото «по-краснодарски» — все участники замирают, глядя в центр-вверх, и стоят пока кантер не скомандует Basta! (рус. хватит);
  - Фото «по-московски» — команда произносится втихаря, чтобы партнёрши не услышали. Выполняется обычная Enchufla, но на счет «5» партнер резко строит рожицу партнерше и поднимает над ней руки;
- Macarrones — на 1,2,3 — Enchufla, затем партнер берет правую руку партнёрши и кусает несколько раз руку партнёрши по всей длине (символически) и быстро сматывается к следующей партнерше;
- Mantequilla (рус. масло) — на счет 7 партнер поднимает руки партнёрши, на 1,2,3 проводит руками по боковой области сверху до низу, как будто вытирая руки, на 5,6,7 проводит руками снизу вверх следующей партнерше. Потом возвращается к своей.
  - Mantequilla suave — то же самое, что и Mantequilla, только партнер медленно вытирает руки сначала по следующей партнерше, потом по своей, столько, сколько захочет кантер. Если осталось время — вытирает об себя;
- Paseala adentro y afuera — прогулка с партнёршей наружу в закрытой позиции;
- Peluquero (рус. парикмахер) — на 1,2,3 — Enchufla, затем партнер взъерошивает партнёрше волосы и идет к следующей. Обычно это делается втихую, в противном случае парень получит пощёчину;
  - Hasta peluquería (рус. перед парикмахерской) — на 1,2,3 — Enchufla, затем партнер делает вид что плюет на ладони и приглаживает девушке волосы. Потом перебегает к другой партнерше;
- La policía — Enchufla с поднятием рук партнёрши, партнёрша хлопается по бокам, при этом она кричит громко. Она переходит к другому партнёру, а парень, при этом, переходит к другой;
  - La policía «по-московски» — Enchufla без поворота партнёрши. Партнёрша гладится по бокам и поворачивается за руки, а сами оборачиваемся на «7» руки вверх, дальше партнёрши нас гладят, по команде basta идёт переход к следующей партнёрше;
  - La policía de mujer — Enchufla, дальше заводим партнершу за себя на «7» руки вверх, партнёрша ощупывает сверху вниз — на 1,2,3 по бокам, 5,6,7 по ногам, 1,2,3 с внутренней поверхности бедра, 5,6,7 по очереди заворачивают руки начиная с правой и на «8» пинок, после которого партнер улетает к следующей партнерше;
- Por arriba (рус. через верх) — на 1,2,3 — обвод сзади партнёрши вокруг партнера, при этом его ведущая рука проносится над его головой, на 5,6,7 — партнерша возвращается на место в позицию abbierto y cerrado;
  - Por detrás (рус. сзади, за спиной) — на 1,2,3 — обвод сзади партнёрши вокруг партнера со сменой его рук за спиной, потом на 5,6,7 — возвращаем партнершу на место тем же способом, при этом партнер снова меняет руку;
  - Por de abajo (рус. через низ) — на «1» партнер опускает руку партнёрши между своих ног на уровне колен со стороны спины и перекладывает руку партнёрши в свою правую руку, которая находится впереди себя, на «2» — партнер перекладывает руку партнёрши из правой руки в левую впереди себя, на «3» — партнер перехватывает руку партнёрши правой рукой со стороны спины, потом выпрямляется и на «5» снова перехватывает руку партнёрши в свою привычную левую руку и заканчивает dile que no;
- Prima (рус. кузина);
  - Prima bonita (рус. кузина красивая);
  - Prima corta (рус. кузина короткая);
  - Prima no la suelta (рус. кузина не оставляй её);
  - Prima con hermana (рус. кузина с сестрой);
  - Prima con hermana y la familia (рус. кузина с сестрой и семейством);
- Principe bueno (рус. хороший принц);
  - Principe malo (рус. плохой принц);
- Sácala (рус. выведи её) — из закрытой позиции партнеры начинают водить партнёрш внутрь круга и обратно, разворачивая их, партнёрши при развороте поднимают руку;
- Un tarro (рус. бык) — из закрытой позиции, обычно на Arriba, партнер переходит к следующей партнерше обходя свою слева под рукой, положение корпуса не меняется;
- Vacílala или Vacila — на 1,2,3 партнёр пускает в поворот партнёршу левой рукой от себя через правое плечо партнёрши, партнёрша делает пол-оборота, на 5,6,7 она доворачивается до положения dile que no. Далее, идёт, dile que no.